# Sphecophaga
Sphecophaga är ett släkte av steklar som beskrevs av John Obadiah Westwood 1840. Sphecophaga ingår i familjen brokparasitsteklar.
Kladogram enligt Catalogue of Life och Dyntaxa:
| Sphecophaga | \| \| Sphecophaga orientalis \| \| \| \| \| \| Sphecophaga vesparum \| \| \| \| |
|             | \| \| Sphecophaga orientalis \| \| \| \| \| \| Sphecophaga vesparum \| \| \| \| |
|             | Sphecophaga orientalis                                                          |
|             |                                                                                 |
|             | Sphecophaga vesparum                                                            |
|             |                                                                                 |

## Bildgalleri

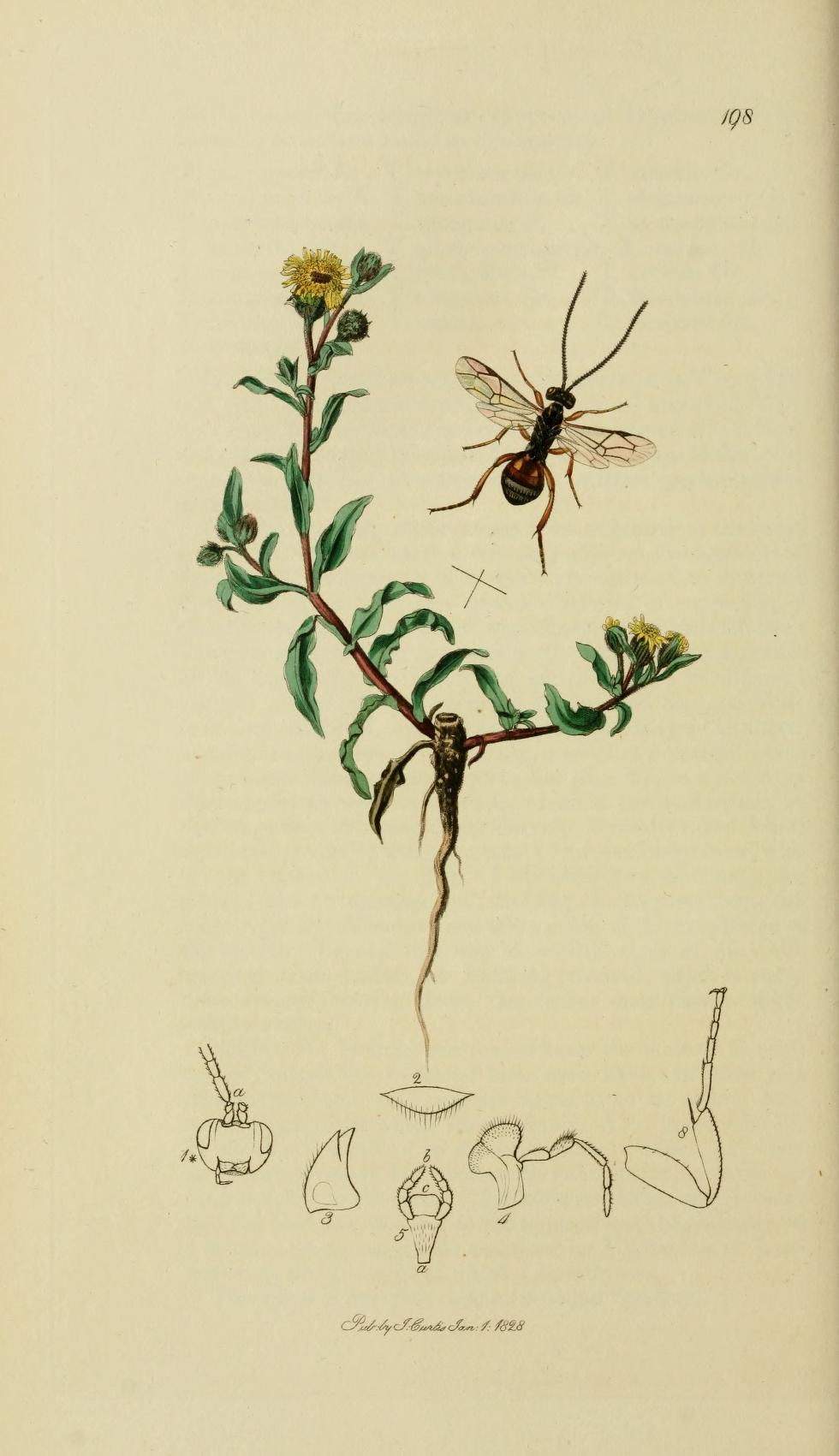